# 杜玥
杜 玥（と げつ、ドゥ・ユェ、英語: Du Yue、1998年2月15日 - ）は、中華人民共和国の女子バドミントン選手。

## 経歴
ジュニア時代は、徐涯、李茵暉、何濟霆などとペアを組み、アジアジュニア選手権3冠ならびに2連覇や、世界ジュニア選手権優勝などを果たす。
その後、李茵暉との女子ダブルスでは世界ランク5位、何濟霆との混合ダブルスでは世界ランク8位まで到達。